# تيري بالمر
تيري بالمر (بالإنجليزية: Terry Palmer)‏ (26 نوفمبر 1972 دبلن جمهورية أيرلندا - ) هو لاعب كرة قدم أيرلندي يلعب كمدافع.